# Julián Cock
Julián Cock Bayer (Riosucio, 31 de octubre de 1838-Medellín, 16 de abril de 1900) fue un político, abogado e intelectual colombiano de ascendencia inglesa y alemana. 
Ejerció como gobernador de Antioquia entre 1894 y 1896. 

## Biografía
Nacido en Riosucio, Caldas, en 1838, era hijo del comerciante inglés William Cock Williamson y de la riosuceña Ana María Bayer Bonilla, quien a su vez era hija del ingeniero alemán Johann Friedrich Bayer. Nacido en Riosucio, estudió en el Colegio del Estado de Antioquia, donde fue alumno del importante educador Jorge Gutiérrez de Lara y se graduó de abogado. 
Fue Magistrado del Tribunal Superior del Estado Soberano de Antioquia y diputado a la Asamblea de ese estado entre 1884 y 1886. Fue defensor de La Regeneración de Rafael Núñez. 
Fue gobernador de Antioquia entre el 22 de agosto de 1894 y el 18 de febrero de 1896, período en el cual se puso en servicio el Ferrocarril entre Puerto Berrío y Medellín, el 27 de diciembre de 1895 inauguró el Puente de Occidente, obra que costó 150.000 pesos y fue construida por José María Villa, se creó la Compañía Antioqueña de Instalaciones Eléctricas, pionera en el suministro de energía eléctrica en Antioquia, y tuvo lugar la guerra civil de 1895. 
Posteriormente fue presidente de la Corte Suprema de Justicia de Colombia y profesor de la Universidad de Antioquia. También fue miembro de la Asamblea Católica de Antioquia y colaborador de los periódicos La Sociedad, La Verdad y el Liceo de Antioquia.